# SS Armenian
SS Armenian (англ. SS Armenian) — английский грузо-пассажирский пароход.

## История

### Строительство
Лайнер был построен 25 ноября 1895 года на белфастской судостроительной верфи «Harland & Wolff». Предназначался для использования на линиях семьи Лейландов (Frederick Leyland & Co). Изначально лайнер получил название «SS Indian», однако через несколько месяцев после спуска судно было переименовано в «SS Armenian». Причина внезапного изменения названия лежит в событиях, освещавшихся британской прессой в течение всего 1895 года. В то время султан и правящая элита Османской империи попытались решить «армянский вопрос» путём уничтожения армянского меньшинства империи (см. Массовые убийства армян в 1894—1896 годах).

### Служба
Построенный как грузовое судно, «SS Armenian» осуществлял доставку грузов, курсируя между Великобританией и Северной Америкой. Свой первый рейс из Ливерпуля в Бостон лайнер совершил 28 сентября 1896 года. Три года спустя, по контракту, корабль стал использоваться британскими властями в англо-бурской войне. В 1901 году «SS Armenian» использовался для транспортировки 963 бурских военнопленных на Бермудские острова.
После войны, 20 марта 1903 года, управление кораблём перешло к компании «Уайт Стар Лайн», после чего судно вновь стали использовать для грузовых перевозок. «SS Armenian» снова стал курсировать между Ливерпулем и Нью-Йорком.
С началом первой мировой войны судно стали использовать в военных целях. Несмотря на то что корабль не был пассажирским, 7 октября 1914 года он был использован для транспортировки Гренадерского гвардейского пехотного полка Вооруженных сил Великобритании в Бельгию.

### Гибель
В июне 1915 года с 175 мужчинами на борту «SS Armenian», двигаясь из США в Бристоль, вышел в свой последний рейс. На борту корабля помимо людей находилось 1422 мула, которые были предназначены для замены лошадей, потерянных в боевых действиях во Франции. Близ мыса Тревос,
28 июня 1915 года в 6:30 вечера, лайнер «SS Armenian» был атакован немецкой подводной лодкой U-24. В результате попадания двух торпед, за несколько минут морское судно ушло ко дну. Двадцать девять членов экипажа, в том числе девятнадцать американцев, погибли вместе с кораблём. Многие из 175 мужчин на борту были погонщиками мулов, которые были наняты на работу в Ньюпорт-Ньюс (штат Вирджиния) перед отплытием. Из 29 погибших, 12 были погонщиками мулов, отказавшимися покинуть животных. Большинство жертв были афроамериканцами. Оставшиеся в живых были подобраны на следующий день бельгийским траулером «Президент Стивенс», позже четверо из них скончались. Ввиду того что большинство погибших были американцами, уничтожение лайнера «SS Armenian» вызвало очередной виток кризиса в отношениях Германии и США, которые и без того были натянуты после гибели более ста американцев при потоплении «Лузитании».